# Dzień i Noc (album)
Dzień i Noc – czwarty album Justyny Steczkowskiej wydany w 2000 roku.

## O albumie
Była to pierwsza płyta nagrana bez współpracy z Grzegorzem Ciechowskim, za to z tekstami Kasi Nosowskiej i Edyty Bartosiewicz. Produkcją muzyczną zajął się brat Justyny, Paweł Steczkowski. Na pierwszej części płyty znajdują się taneczne utwory, w stylistyce np. Madonny, natomiast na drugiej spokojniejsze kompozycje, bez tekstów, ozdobione jedynie wokalizami Justyny. Album sprzedał się w ilości ok. 70 tys. egzemplarzy.

## Lista utworów
Dzień
1. „Kamdibe” (muzyka: Paweł Steczkowski, słowa: Elżbieta Kamdibe Iloabachie) (3:40)
2. „Kosmiczna rewolucja” (muzyka: Justyna Steczkowska, słowa: Edyta Bartosiewicz) (4:16)
3. „Podróżując” (muzyka: Justyna Steczkowska, słowa: Edyta Bartosiewicz) (4:39)
4. „Zazdroszczę ci” (muzyka: Justyna Steczkowska, słowa: Edyta Bartosiewicz) (4:19)
5. „Zanim zapragniesz” (muzyka: Justyna Steczkowska, słowa: Krystyna Steczkowska) (3:50)
6. „To koniec!” (muzyka: Justyna Steczkowska, słowa: Kasia Nosowska) (4:55)
7. „Świat jest niewierny” (muzyka: Justyna Steczkowska, słowa: Kasia Nosowska) (4:31)
8. „La Femme Du Roi” (muzyka: Justyna Steczkowska, słowa: Edyta Bartosiewicz) (4:29)
9. „Wszystko się staje iluzją” (muzyka: Justyna Steczkowska, słowa: Edyta Bartosiewicz) (4:50)
10. „Modlitwa” (muzyka: Justyna Steczkowska, słowa: Kasia Nosowska) (4:02)
11. „Ikuku (wiatr)” (muzyka: Justyna Steczkowska, słowa: Elżbieta Kamdibe Iloabachie) (5:49)

Noc
1. „Noc...” (muzyka: Justyna Steczkowska) (5:31)
2. „Miłość...” (muzyka: Justyna Steczkowska) (3:47)
3. „Dziecko...” (muzyka: Justyna Steczkowska) (5:47)
4. „Sen...” (muzyka: Justyna Steczkowska) (5:12)

## Twórcy
- muzyka – Justyna Steczkowska, Paweł Steczkowski
- słowa – Edyta Bartosiewicz, Kasia Nosowska, Elżbieta Kamdibe Iloabachie, Krystyna Steczkowska

- pro tools – Piotr Rychlec
- produkcja muzyczna – Paweł Steczkowski, Piotr Rychlec
- aranże orkiestrowe – Justyna Steczkowska
- opracowanie – Michał Hairulin
- aranże sekcji dętej – Jarek Spałek
- realizacja dźwięku – Leszek Kamiński, Piotr Rychlec
- nagrania – Studio S4 w Warszawie, Studio Justyny Steczkowskiej

## Single
- „Kosmiczna rewolucja”
- „Świat jest niewierny”
- „Podróżując”
- „To koniec!”